# Pseudantechinus mimulus
Pseudantechinus mimulus — небольшое хищное сумчатое животное, обитающее только в нескольких изолированных районах северной Австралии. Это самый мелкий и редкий вид из рода ложных сумчатых мышей.

## Таксономия
Александрийская ложная сумчатая мышь долгое время не была выделена как отдельный вид. Даже после описания этого вида Томасом Олдфилдом в 1906 её путали с толстохвостой ложной сумчатой мышью (P. macdonnellensis). Уильям Райд в 1971 утверждал, что эти 2 вида должны быть объединены в один, однако Д.Дж. Китченер в 1991 опроверг эту точку зрения. Научное название александрийской ложной сумчатой мыши означает: «маленькое животное, подражающее ложным сумчатым мышам».
Александрийская ложная сумчатая мышь входит в семейство хищных сумчатых. Она состоит в ближайшем родстве с другими ложными сумчатыми мышами.

## Описание
Окраска александрийской ложной сумчатой мыши — жёлто-коричневая на спине и серовато-белая на брюхе. От других ложных сумчатых мышей отличается главным образом своим небольшим размером. Поведение этого вида ещё не описано.

## Среда обитания
Этот вид встречается только в 5 районах: около города Маунт-Айза в северо-западном Квинсленде; около станции Александрия на плато Баркли в штате Северная территория. Также встречается на 3 небольших островах в архипелаге Сэра Эдварда Пэлью у северного побережья Австралии. В 2009 александрийская ложная сумчатая мышь была замечена в заповеднике Пунгалина-Сэвэн-Эму (англ. «Pungalina-Seven Emu Sanctuary») в штате Северная территория. Этот вид населяет каменистые склоны холмов, поросшие лесом или характерной для засушливых районов Австралии травой «спинифекс» (англ. «spinifex»).

## Охранный статусвида
Ареал александрийской ложной сумчатой мыши крайне ограничен, поэтому Международный союз охраны природы классифицирует этот вид как «находящийся в опасности». Это животное многочисленно на населяемых им прибрежных островах. Однако оно всё равно должно считаться редким. С момента открытия этого вида в 1906 и до 1995 на материке не было встречено ни одной особи.